# Cesare Rubini
Cesare Rubini (ur. 2 listopada 1923 w Trieście, zm. 8 lutego 2011 w Mediolanie) – włoski koszykarz, piłkarz wodny, trener. Był członkiem kadry Włoch w piłce wodnej, która zdobyła złoty medal na olimpiadzie w Londynie i brązowy medal na igrzyskach w Helsinkach.